# Sabulodes separanda
Sabulodes separanda är en fjärilsart som beskrevs av Paul Dognin 1913. Sabulodes separanda ingår i släktet Sabulodes och familjen mätare. Inga underarter finns listade.